# شلمنسر سوم

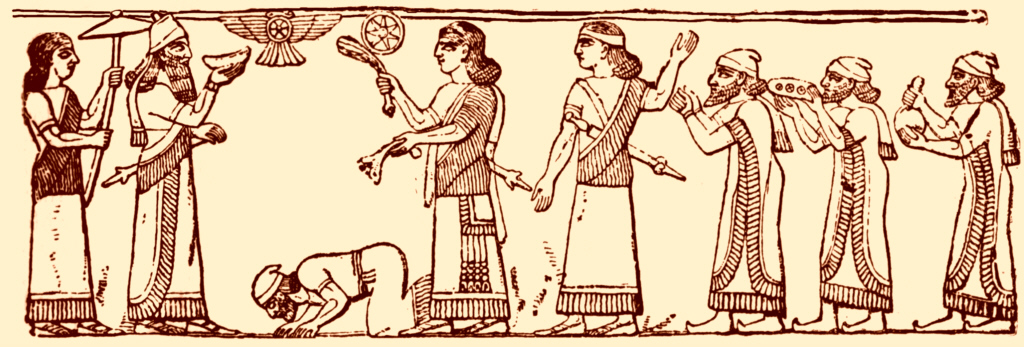
پادشاه یهودیه در حال خاک‌بوسی در پیشگاه شلمنسر سوم پادشاه آشور

شلمنسر سوم یا شَلْمانَسَّر سوم یا سالماناسار سوم (آوانویسی کتیبه‌ها: Šulmānu-ašarēdu) پادشاه امپراتوری آشوری نو در میان سالهای ۸۵۸ تا ۸۲۳ پ. م بود. وی پسر فرمانروای پیشین آشور یعنی آشور-ناصیر-پال دوم بود. معنی واژه شولانو-آشارِدو، «ایزد شولمانو برتر است» می‌باشد.
شلمنسر سوم طی فرمانروایی طولانی خود همواره در حال لشکرکشی به کشورهای سمت شرق خود بود. لشکریان او به دریاچه وان و کوه‌های توروس رخنه کرده، هیتی‌های کارکمیش را ناچار به پرداخت باج کرده و بر پادشاهی‌های هماث و دمشق چیره شدند.
نام ماد برای نخستین بار در یک سنگ نگاره متعلق به شلمنسر سوم در سال ۸۳۵ پیش از میلاد ظاهر گردید.

## نام بردن از مادها
حسن پیرنیا آورده است، پادشاهان آشوری که از جنگ‌های خود در ارمنستان و نواحی مجاور یاد کرده‌اند، تا سال ۸۳۷ پیش از میلاد اسمی از مادها و پارس‌ها نبرده‌اند، در این سال شلمنسر سوم یک سفر جنگی به کردستان کرده و برای نخستین بار نام از دو نوع مردم می‌برد، یکی را پارسوا و دیگری را آمادای می‌نامند. به‌طوری‌که آمده پارسواها در کوهستان‌ها مابین رود ذهاب و رود دیاله و آمادای‌ها در جلگه‌های اطراف این ناحیه سکنی داشته‌اند. مردم آمادای همان مادها بوده‌اند زیرا بعدها هم آشوریان به‌طوری‌که از کتیبه‌ها و بیانیه‌های آشوری دیده می‌شود، مادها را به این عنوان می‌نامیدند.
آشوریان تا پایان دوران حکومت آشور-ناصیر-پال دوم از قلل مرزی زاگرس نگذشته به نقاط دور دست داخلی آن نفوذ نمی‌کردند؛ ولی بعد از آنکه پایگاه جنگی در زاموا برای خود ایجاد کردند در جهت سرزمین ماد و دریای کاسپین تهاجمات سریع به عمل آوردند. لشکریان شلمنسر سوم پس از قلع و قمع امارات کوچک زاموای خارجی، در سال ۸۵۵ پ. م از طریق گردنهٔ بونائیس به خاک مک‌تیارا شاهک ماننایی حمله کردند و چون وی خواست از راه دریاچه با استفاده از قایق‌هایی که از شاخهٔ بید بافته و ساخته بودند از چنگ آشوریان فرار کند، شلمنسر سوم به تعقیب او پرداخت و بر دریاچه با وی پیکار کرد ولی چندان توفیقی حاصل نکرد و بر روی هم در طی سه ربع اول قرن نهم پ. م جریان تأسیس دولت‌ها در خطهٔ ارومیه و رود زرین رود بدون برخورد به دشواری‌های بزرگ تعقیب شد.

## حملات به کوهستانزاگرس
در سال -۸۵۹ پ.م. - شلمنسر سوم به زاموا لشکر کشید و پادشاهی نینی که مرکز آن قلعهٔ «آریدو» در گردنهٔ سیمه‌سی قرار داشت ظاهراً در حدود جنوب ماننا بوده است. بار دیگر شلمنسر سوم در سال - ۸۴۲ پ.م. - آشوب نامار را خاموش کرد. پیشوای بیت همبان را که مجاور نامار بود به پادشاهی آنجا مستقر ساخت. پیشوای مزبور در سال ۸۳۴ از اطاعت آشور سرپیچی کرد و این بهانه‌ای برای نخستین لشکرکشی شلمنسر سوم به خاک ماد شد.
لشکریان آشور از سوی شمال‌شرقی و از طریق گردنه‌های کوهستان خشمار به طرف نامار سرازیر شدند. آشوریان دژهای نامار را تارومار کرده اموالی را که در کوهستان‌ها مخفی شده بود تصرف نمودند و این عملیات چنان سریع انجام گرفت که فرصتی برای اقدامات دیگر باقی‌ماند و آشوریان به قصد غارت و چپاول به داخل سرزمین ماد به حرکت درآمدند. محتملا یانزی نامار به ماد گریخته بود و این خود بهانه‌ای برای حملهٔ شلمنسر سوم به آن خطه شد. لشکریان آشور در مرحلهٔ اوّل پیشرفت خویش وارد کشور پارسوآ شدند و از ۲۷ پادشاهی آن سرزمین خراج ستاندند.
لشکریان شلمنسر سوم از کوه‌ها گذشته به سرزمین مسّی در قسمت علیای زرینه رود سرازیر شدند و سپس به سوی دیگر سلسله جبال مزبور و ناحیهٔ خارخار و آرازیاش که در آن عهد به اتحادیه قبایل ماد تعلق داشت حرکت کردند. منابع آشوری برای بار اول از این سرزمین بنام آمادای یاد می‌کنند. احتمالاً آشوریان به بخش علیای رود قزل اوزن نزدیک بیجار کنونی و شاید درّه همدان نفوذ کردند.
سال‌نامه‌های شلمنسر سوم نام چهار دژ زا که وی در سرزمین مادها اشغال کرد ذکر می‌کنند. نام‌های مزبور به زبان ایرانی تعلق ندارد و با اسامی اماکن زاموآ و پارسوآ مشابهت دارد. آشوریان عده‌ای از ساکنان را به بردگی بردند. بخش اعظم ساکنان و دام‌ها طبق عادت در کوه‌ها پنهان شده بودند و آشوریان مدتی مدید در درّه‌ها فرمانفرمایی و یکه‌تازی می‌کردند و حتی در خارخار تصویر شلمنسر سوم را بر سنگ نقر کردند؛ ولی با اینحال بعد راه بازگشت پیش گرفتند و یانزی نامار را که به اسارت درآورده بودند با خود بردند و کوشش دیگری برای تحکیم موقع خویش در خاک ماد به عمل نیاوردند.

## دایان آشور
شلمنسر سوم هنگام لشکرکشی بعدی که در سال ۸۲۸ پ. م وقوع یافت، بسیار پیر و فرسوده شده بود و به تن خویش در عملیات شرکت نجست و فرماندهی لشکریان آشور را تورتان دایان-آشور به عهده داشت. این بار لشکرکشی متوجه امارت‌های (پادشاهی‌ها) کوچک جلگهٔ زاموای داخلی (ماننا) بود. نخست دایان‌آشور از درّهٔ زاب بزرگ حرکت کرد و به طرف خوبوشکیه رفت و سپس از خاک شخصی به نام ماگدوبو مالخیس گذشته به سوی جنوب‌شرقی روی کرد و وارد سرزمین اوآلکی پادشاه ماننا گشت.
اوآلکی به کوه پناه برد و پنهان شد ولی آشوریان دام‌های بسیار بردند و دهکده‌های خالی را تصرف کردند و از آن جمله دهکدهٔ ایزیرتو که بمنزلهٔ دژ و مقرر اوآلکی بود. سپس لشکریان دایان آشور از امارت هارونا که شولوسونو بر آن فرمانروا بود گذشتند. شولوسونو به آشور اظهار انقیاد کرد و قرار شد سرزمین او هر سال تعدادی اسب عرابه‌کش به رسم خراج بپردازد. آرتاسارو پادشاه شودورا نیز یک‌بار هدایایی تقدیم دایان‌آشور کرد. آنگاه آشوریان به پارسوآ رفتند و از برخی شاهکان خراج ستاندند و بخشی از پادشاهی‌ها را غارت کردند.

## وضعیت پیرامون دریاچه ارومیه در قرن هشتم پ. م
در شرح لشکرکشی‌های سال‌های ۸۳۴ تا ۸۲۷ پ. م، اراضی ماننا و پارسوآ تحت حکومت شاهکان بسیار قلمداد شده‌اند بدین قرار:
- کشور گیلزان به پادشاهی اوپو
- کشور ماننا به پادشاهی اوآلکی
- کشور هارونا به پادشاهی شولوسونو
- کشور شوردورا[۲۰] به پادشاهی آرتاسارو
- کشور آیدا؟ به پادشاهی نیک دیارا
- کشور؟ به پادشاهی نیک‌دیما
- کشور آریدو به پادشاهی نینی

رفته رفته پادشاهی اوآلکی و نیک‌دیارا بر دیگران بسط یافت و عوام تمام اراضی اطراف دریاچه اورمیه و زاموای داخلی را کشور ماننا یعنی قبیله‌ای که در یکی از آن سرزمین‌ها مسکن داشت، می‌خواندند. از سوی دیگر لشکرکشی‌های آشوریان با اینکه جنبهٔ غارت‌گری و کسب غنایم و برده داشت در عین حال تا اندازه‌ای بدین منظور بود که سرزمین مذکور را کاملاً تحت اطاعت درآورند تا وصول خراج از آن مقدور گردد؛ ولی تا آن زمان در این طریق چندان موفقیتی کسب نکرده بودند.